# 安順庄

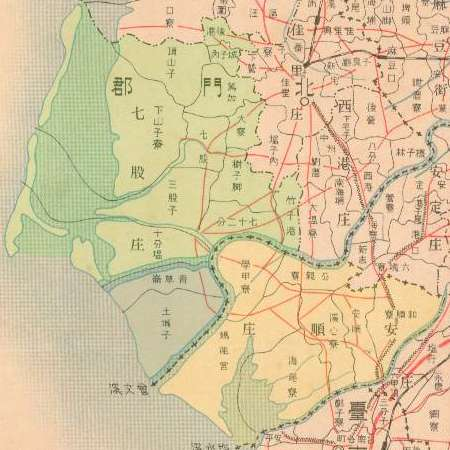
1930年安順庄（下）與七股庄（上）地圖：土城子與青草崙（中）仍屬七股

安順庄為臺灣日治時期1920年至1945年間存在之行政區，轄屬台南州新豐郡。安順庄在二戰後成為臺南縣安順鄉，而後於1946年3月10日併入臺南市，並改為安南區至今。

## 行政區劃
安順庄在清治時期隸屬外武定里（部分）、西港仔堡（部分），於日治時期1896年4月隸屬於臺南縣。1897年5月，外武定里隸屬「臺南辨務署」，西港仔堡隸屬「蕭壠辨務署」。1901年11月，縣和辨務署廢止，安順庄境內改隸屬於臺南廳和鹽水港廳，外武定里隸屬「臺南廳安平支廳」，西港仔堡隸屬「鹽水港廳蕭壠支廳」。1904年3月，台南廳實施街庄整併，安順地區整併為9庄，成為日後大字的雛形。1909年10月，鹽水港廳廢止蕭壠支廳改隸於臺南廳。

### 安順庄成立
1920年10月1日，原堡里之行政區廢除，街庄改為大字；外武定里之和順藔庄、安順藔庄、溪心藔庄、媽祖宮庄、海尾藔庄，西仔港堡之公親藔庄、學甲藔庄等7個庄合併為「安順庄」，「安順藔」改稱「安順」，街庄名稱的「藔」改為「寮」，「仔」改為「子」；轄域內分為安順、和順寮、溪心寮、媽祖宮、海尾寮、公親寮、學甲寮等7個大字。

### 併入土城子及青草崙
土城子、青草崙於1920年至1938年間原屬北門郡七股庄，但由於兩大字位於曾文溪北支流與南支流（又名鹿耳門溪）間沙洲，加上1931年後曾文溪河堤興建，鹿耳門溪河道縮小、北支流成為主流，居民與新豐甚至臺南市互動往來較頻繁。故當局順應民情，於1938年4月1日改隸安順庄（府令9號）。此時安順庄下轄9個大字，同時使得新豐與北門兩郡此後以曾文溪為界，分居南北。

### 戰後
戰後安順庄改為台南縣安順鄉，1946年劃入台南市，改名為安南區。土城子與青草崙亦順勢成為臺南市之一部份，唯發展仍與市區有一定落差。
| 1901年(臺南廳、鹽水港廳時期) | 1901年(臺南廳、鹽水港廳時期) | 1901年(臺南廳、鹽水港廳時期)                                             | 1909年(臺南廳時期) | 1909年(臺南廳時期) | 1920年(臺南州時期) | 1920年(臺南州時期) | 1946年(戰後) |
| ---------------------------- | ---------------------------- | ------------------------------------------------------------------------ | ------------------ | ------------------ | ------------------ | ------------------ | ------------ |
| 臺南廳                       | 外武定區                     | 五塊藔庄、舊和順藔庄、新和順藔庄、中洲藔庄、外塭庄                       | 外武定區           | 和順藔庄           | 安順庄             | 和順寮             | 台南市安南區 |
| 臺南廳                       | 外武定區                     | 布袋嘴藔庄、新宅庄、溪頂藔庄、頂安順藔庄、下安順藔庄、新藔庄、總頭藔庄   | 外武定區           | 安順藔庄           | 安順庄             | 安順               | 台南市安南區 |
| 臺南廳                       | 外武定區                     | 溪心藔庄、十三佃庄                                                       | 外武定區           | 溪心藔庄           | 安順庄             | 溪心寮             | 台南市安南區 |
| 臺南廳                       | 外武定區                     | 港仔藔庄、四草湖庄、媽祖宮庄、十二佃庄、本淵藔庄                         | 外武定區           | 媽祖宮庄           | 安順庄             | 媽祖宮             | 台南市安南區 |
| 臺南廳                       | 外武定區                     | 海尾藔庄                                                                 | 外武定區           | 海尾藔庄           | 安順庄             | 海尾寮             | 台南市安南區 |
| 鹽水港廳                     | 西港仔區                     | 公親藔庄、公塭仔庄                                                       | 西港仔區           | 公親藔庄           | 安順庄             | 公親寮             | 台南市安南區 |
| 鹽水港廳                     | 學甲藔區                     | 學甲藔庄、西南藔庄                                                       | 塭仔內區           | 學甲藔庄           | 安順庄             | 學甲寮             | 台南市安南區 |
| 鹽水港廳                     | 學甲藔區                     | 土城仔庄、虎尾藔庄、鄭仔藔庄、中州角庄、郭份藔庄、蚵藔庄、海藔仔庄(部分) | 塭仔內區           | 土城仔庄           | 七股庄             | 土城子             | 台南市安南區 |
| 鹽水港廳                     | 學甲藔區                     | 青草崙庄、沙崙腳庄、海藔仔庄(部分)                                       | 塭仔內區           | 青草崙庄           | 七股庄             | 青草崙             | 台南市安南區 |

## 設施
- 安順庄役場（第一代：溪頂寮（安順大字），今安順派出所舊址旁。[3]第二代：十字路（溪心寮大字），今安南區公所之所在。[4]）
- 專賣局安順分室（原安順鹽田船溜暨專賣局臺南支局安平出張所安順鹽分室）
- 安順公學校→安順國民學校（今安順國小）
- 安順公學校媽祖宮分教場→媽祖宮公學校→媽祖宮國民學校（今海東國小）
- 七十二分公學校土城子分教場→土城子公學校→土城子國民學校（今土城國小）